# (26425) Linchichieh
(26425) Linchichieh est un astéroïde de la ceinture principale d'astéroïdes.

## Description
(26425) Linchichieh est un astéroïde de la ceinture principale d'astéroïdes. Il fut découvert le 8 décembre 1999 à Socorro (Nouveau-Mexique) par le projet LINEAR. Il présente une orbite caractérisée par un demi-grand axe de 2,30 UA, une excentricité de 0,07 et une inclinaison de 4,7° par rapport à l'écliptique.

## Compléments